# Troja – Untergang einer Stadt
Troja – Untergang einer Stadt (Originaltitel: Troy: Fall of a City) ist eine britisch-US-amerikanische Historienserie, die von der Liebesaffäre zwischen Paris und Helena und dem darauffolgenden Trojanischen Krieg handelt. Sie ist eine Koproduktion zwischen BBC One und dem Video-on-Demand-Anbieter Netflix und wurde in Großbritannien ab dem 17. Februar 2018 ausgestrahlt. Seit dem 6. April 2018 ist sie bei Netflix weltweit zu sehen.
Im Gegensatz zur bekanntesten 'Troja'-Verfilmung von Wolfgang Petersen orientiert sich die Serie weit stärker an der griechisch-mythologischen Darstellung des Troja-Mythos. Auf Filmbewertungsportalen rief die Colorblind-Besetzung von Figuren wie Achilles, Patroklos, Aeneas, Zeus, Athene und Nestor mit schwarzen Schauspielern mitunter scharfe Kritik von Zuschauern hervor, wie auch die Darstellung einer homosexuellen Beziehung zwischen Achilles und Patroklos.

## Handlung
Nachdem der neugeborene trojanische Königssohn Alexander von seinen Eltern aufgrund einer düsteren Prophezeiung verstoßen wird, wächst er unter dem Namen Paris als einfacher Hirte auf. Jahre später begegnet der erwachsene Paris eines Tages den Göttern Zeus, Hera, Athene und Aphrodite, die ihn auffordern, die schönste anwesende Göttin zu wählen. Als Aphrodite ihm im Falle seiner Wahl die schönste Frau verspricht, entscheidet sich Paris für sie und zieht den Zorn Heras und Athenes auf sich. Während einer Reise nach Troja wird Paris anhand eines Muttermals von seinen Eltern wiedererkannt und in die Königsfamilie aufgenommen, zum Widerwillen seines Bruders Hektor und dessen Frau Andromache. Als Paris Eltern ihn zum Erlernen des diplomatischen Handswerks an den Hof von König Menelaos von Sparta schicken, lernt Paris dessen Gattin Helena kennen und verliebt sich in sie. Nach anfänglicher Abweisung erliegt Helena den Annäherungsversuchen von Paris und flieht unerkannt mit ihm nach Troja. Während Helena erfolgreich König Priamos und Königin Hekabe darum bittet in Troja bleiben zu dürfen, versammelt Menelaos Bruder Agamemnon die Könige Griechenlands um sich, um gegen Troja zu ziehen. Um die Göttin Artemis gnädig zu stimmen, damit die Winde mit den Griechen sind, bringt Agamemnon seine eigene Tochter Iphigenie als Menschenopfer dar. Die Griechen überqueren die Ägäis und fallen in der Ebene von Troja ein. Neben weiteren Verbündeten – u. a. später auch den Amazonen – ergreifen auch die Götter nun jeweils Partei für eine der beiden Seiten.
Die Griechen nehmen Troja unter Belagerung, während Helena insgeheim durch einen Spion Kontakt zu den Griechen hält. Die zunehmende Nahrungsknappheit zwingt die Trojaner zum Bau eines unterirdischen Tunnels, um Nahrung und andere Güter in die Stadt zu liefern, doch überfallen die Griechen nun auch Trojas Verbündete, wobei ihnen die jungen Frauen Chryseis und Briseis in die Hände fallen. Während Chryseis, eine Priestertochter des Apollon, von Agamemnon vergewaltigt wird, nimmt Achilles Briseis als Sklavin zu sich. Als eine Seuche das Lager der Griechen trifft, gibt Agamemnon Chryseis ihrem Vater zurück, fordert als Ersatz aber Briseis ein. Zwar kommt Achilles der Forderung Agamemnons nach, weigert sich aber fortan zu kämpfen. Die Trojaner nutzen die Zerstrittenheit der Griechen und gehen zum Angriff über, wobei Patroklos, der Freund und Liebhaber des Achilles, von Hektor getötet wird. Von Trauer und Rachsucht getrieben, kehrt Achilles auf das Schlachtfeld zurück und tötet Hektor im Zweikampf. Als die Griechen und Trojaner zu einer neuen Schlacht auf dem Feld ausziehen, flieht Briseis aus Agamemnons Lager. Achilles stirbt im Kampf durch die Pfeile des Paris.
Dem griechischen Fürsten Odysseus kommt die Idee für eine List, um das Patt zwischen den Kriegsparteien endlich zu beenden, woraufhin die Griechen scheinbar abziehen und am Strand ein großes, mit Korn gefülltes Holzpferd als Opfergabe für Poseidon zurücklassen. Trotz des Widerstands von Andromache und Kassandra ziehen die vom scheinbaren Sieg berauschten Trojaner das 'Trojanische Pferd' in die Stadt, dem in der Nacht mit Helenas Hilfe Menelaos und Odysseus entsteigen. Helena will sich Menelaos ausliefern und den Krieg somit beenden. Doch Menelaos hintergeht sie, öffnet die Tore und lässt das vor der Stadt schon wartende griechische Heer hinein. Es folgt die blutige Eroberung Trojas. Paris und Priamos werden getötet, Hekabe begeht Selbstmord, während Kassandra vergewaltigt und gemeinsam mit Andromache und Helena nach Griechenland verschleppt wird. Aeneas und einige wenige Trojaner entkommen dem Massaker; auch Briseis überlebt außerhalb der Stadt.

## Episodenliste
| Nr. | Deutscher Titel  | Originaltitel       | Erstausstrahlung UK | Deutschsprachige Erstveröffentlichung (D) | Regie           | Drehbuch     |
| --- | ---------------- | ------------------- | ------------------- | ----------------------------------------- | --------------- | ------------ |
| 1   | Schwarzes Blut   | Black Blood         | 17. Feb. 2018       | 6. Apr. 2018                              | Owen Harris     | David Farr   |
| 2   | Bedingungen      | Conditions          | 24. Feb. 2018       | 6. Apr. 2018                              | Owen Harris     | David Farr   |
| 3   | Belagerung       | Siege               | 3. März 2018        | 6. Apr. 2018                              | Owen Harris     | Nancy Harris |
| 4   | Kriegsbeute      | Spoils of War       | 10. März 2018       | 6. Apr. 2018                              | Mark Brozel     | Mika Watkins |
| 5   | Gejagt           | Hunted              | 17. März 2018       | 6. Apr. 2018                              | Mark Brozel     | David Farr   |
| 6   | Schlacht am Meer | Battle on the Beach | 24. März 2018       | 6. Apr. 2018                              | Mark Brozel     | Joe Barton   |
| 7   | Zwölf Tage       | Twelve Days         | 31. März 2018       | 6. Apr. 2018                              | John Strickland | David Farr   |
| 8   | Opfergabe        | Offering            | 7. Apr. 2018        | 6. Apr. 2018                              | John Strickland | David Farr   |

## Kritik
Auf dem Filmbewertungsportal IMDb liegt die Wertung der Serie bei 4 von 10 Sternen bei mehr als 14.000 Bewertungen.
Bei Rotten Tomatoes konnte die Serie 71 % der Kritiker, aber nur 22 % des Publikums überzeugen.